# Giải vô địch bóng đá thế giới 2022 (Bảng E)
Bảng E của giải vô địch bóng đá thế giới 2022 sẽ diễn ra từ ngày 23 đến ngày 1 tháng 12 năm 2022. Bảng này bao gồm Tây Ban Nha, Costa Rica, Đức và Nhật Bản. Hai đội tuyển hàng đầu sẽ giành quyền vào vòng 16 đội.
Đáng chú ý, ở bảng đấu này sẽ có sự góp mặt của hai đội tuyển từng vô địch thế giới là Tây Ban Nha và Đức.

## Các đội tuyển
| Vị trí bốc thăm | Đội tuyển   | Nhóm | Liên đoàn | Tư cách vòng loại                        | Ngày vượt qua        | Tham dự chung kết | Tham dự cuối cùng | Thành tích tốt nhất lần trước                | Bảng xếp hạng FIFA | Bảng xếp hạng FIFA |
| Vị trí bốc thăm | Đội tuyển   | Nhóm | Liên đoàn | Tư cách vòng loại                        | Ngày vượt qua        | Tham dự chung kết | Tham dự cuối cùng | Thành tích tốt nhất lần trước                | Tháng 3 năm 2022   | Tháng 10 năm 2022  |
| --------------- | ----------- | ---- | --------- | ---------------------------------------- | -------------------- | ----------------- | ----------------- | -------------------------------------------- | ------------------ | ------------------ |
| E1              | Tây Ban Nha | 1    | UEFA      | Nhất bảng B khu vực châu Âu              | 14 tháng 11 năm 2022 | 16 lần            | 2018              | Vô địch (Giải vô địch bóng đá thế giới 2010) | 7                  | 7                  |
| E2              | Costa Rica  | 4    | CONCACAF  | Thắng play-off liên lục địa AFC-CONMEBOL | 14 tháng 6 năm 2022  | 6 lần             | 2018              | Vòng 16 đội (2014)                           | 31                 | 31                 |
| E3              | Đức         | 2    | UEFA      | Nhất bảng J khu vực châu Âu              | 10 tháng 12 năm 2021 | 20 lần            | 2018              | Vô địch (1954, 1974, 1990, 2014)             | 12                 | 11                 |
| E4              | Nhật Bản    | 3    | AFC       | Nhì bảng B khu vực châu Á                | 24 tháng 3 năm 2022  | 7 lần             | 2018              | Vòng 16 đội (2002, 2010, 2018)               | 23                 | 24                 |

Ghi chú
1. ↑  Bảng xếp hạng vào Tháng 3 năm 2022 sẽ được sử dụng làm hạt giống cho buổi lễ bốc thăm.

## Bảng xếp hạng
| VT | Đội         | ST | T | H | B | BT | BB | HS | Đ | Giành quyền tham dự                 |
| -- | ----------- | -- | - | - | - | -- | -- | -- | - | ----------------------------------- |
| 1  | Nhật Bản    | 3  | 2 | 0 | 1 | 4  | 3  | +1 | 6 | Đi tiếp vào vòng đấu loại trực tiếp |
| 2  | Tây Ban Nha | 3  | 1 | 1 | 1 | 9  | 3  | +6 | 4 | Đi tiếp vào vòng đấu loại trực tiếp |
| 3  | Đức         | 3  | 1 | 1 | 1 | 6  | 5  | +1 | 4 |                                     |
| 4  | Costa Rica  | 3  | 1 | 0 | 2 | 3  | 11 | −8 | 3 |                                     |

Ở vòng 16 đội:
- Đội nhất bảng E sẽ đấu với đội nhì bảng F.
- Đội nhì bảng E sẽ đấu với đội nhất bảng F.

## Lịch thi đấu
Tất cả thời gian được liệt kê là địa phương, AST (UTC+3).

### Đức vs Nhật Bản
Hai đội đã đối đầu nhau hai lần, gần đây nhất là vào năm 2006, với tỷ số hòa 2 - 2 trong một trận giao hữu.

| Đức                    | 1–2      | Nhật Bản               |
| ---------------------- | -------- | ---------------------- |
| - Gündoğan 33' (ph.đ.) | Chi tiết | - Dōan 75' - Asano 83' |

| Đức | Nhật Bản |

| GK              | 1  | Manuel Neuer (c)   |
| RB              | 15 | Niklas Süle        |
| CB              | 2  | Antonio Rüdiger    |
| CB              | 23 | Nico Schlotterbeck |
| LB              | 3  | David Raum         |
| CM              | 6  | Joshua Kimmich     |
| CM              | 21 | İlkay Gündoğan     |
| RW              | 13 | Thomas Müller      |
| AM              | 14 | Jamal Musiala      |
| LW              | 10 | Serge Gnabry       |
| CF              | 7  | Kai Havertz        |
| Huấn luyện viên |    |                    |
| Hansi Flick     |    |                    |

| GK               | 12 | Shūichi Gonda    |
| RB               | 19 | Hiroki Sakai     |
| CB               | 22 | Maya Yoshida (c) |
| CB               | 4  | Itakura Ko       |
| LB               | 5  | Yuto Nagatomo    |
| CM               | 6  | Wataru Endo      |
| CM               | 17 | Ao Tanaka        |
| RW               | 14 | Ito Junya        |
| AM               | 15 | Daichi Kamada    |
| LW               | 11 | Takefusa Kubo    |
| CF               | 25 | Daizen Maeda     |
| Huấn luyện viên: |    |                  |
| Hajime Moriyasu  |    |                  |

### Tây Ban Nha vs Costa Rica
Đây sẽ là lần đầu tiên Tây Ban Nha đối đầu với Costa Rica tại FIFA World Cup. Người Tây Ban Nha đã gặp Costa Rica ba lần, tất cả đều là các trận giao hữu, với một trận hòa ở San José,  và hai trận thắng cho Tây Ban Nha trên sân nhà: 2 - 1 vào năm 2015  và 5 - 0 vào năm 2017.

| Tây Ban Nha                                                                                 | 7–0      | Costa Rica |
| ------------------------------------------------------------------------------------------- | -------- | ---------- |
| - Olmo 11' - Asensio 21' - F. Torres 31' (ph.đ.), 54' - Gavi 74' - Soler 90' - Morata 90+2' | Chi tiết |            |

| Tây Ban Nha | Costa Rica |

| GK               | 23 | Unai Simón          |  |     |
| RB               | 2  | César Azpilicueta   |  |     |
| CB               | 16 | Rodri               |  |     |
| CB               | 24 | Aymeric Laporte     |  |     |
| LB               | 18 | Jordi Alba          |  | 64' |
| DM               | 5  | Sergio Busquets (c) |  | 64' |
| CM               | 9  | Gavi                |  |     |
| CM               | 26 | Pedri               |  | 57' |
| RF               | 11 | Ferran Torres       |  | 57' |
| CF               | 10 | Marco Asensio       |  | 69' |
| LF               | 21 | Dani Olmo           |  |     |
| Thay người:      |    |                     |  |     |
| FW               | 7  | Álvaro Morata       |  | 57' |
| MF               | 19 | Carlos Soler        |  | 57' |
| DF               | 14 | Alejandro Balde     |  | 64' |
| MF               | 8  | Koke                |  | 64' |
| FW               | 12 | Nico Williams       |  | 69' |
| Huấn luyện viên: |    |                     |  |     |
| Luis Enrique     |    |                     |  |     |

| GK                   | 1  | Keylor Navas (c)  |       |     |
| CB                   | 4  | Keysher Fuller    |       |     |
| CB                   | 6  | Óscar Duarte      |       |     |
| CB                   | 15 | Francisco Calvo   | 68'   |     |
| RWB                  | 16 | Carlos Martínez   |       | 46' |
| LWB                  | 8  | Bryan Oviedo      |       | 82' |
| RM                   | 12 | Joel Campbell     | 90+7' |     |
| CM                   | 5  | Celso Borges      |       | 72' |
| CM                   | 17 | Yeltsin Tejeda    |       |     |
| LM                   | 9  | Jewison Bennette  |       | 61' |
| CF                   | 7  | Anthony Contreras |       | 61' |
| Thay người:          |    |                   |       |     |
| DF                   | 19 | Kendall Waston    |       | 46' |
| MF                   | 26 | Álvaro Zamora     |       | 61' |
| MF                   | 10 | Bryan Ruiz        |       | 61' |
| MF                   | 20 | Brandon Aguilera  |       | 72' |
| DF                   | 22 | Rónald Matarrita  |       | 82' |
| Huấn luyên viên:     |    |                   |       |     |
| Luis Fernando Suárez |    |                   |       |     |

| Cầu thủ xuất sắc nhất trận đấu:: Gavi (Tây Ban Nha) Trợ lí trọng tài: Mohamed Al-Hammadi (United Arab Emirates) Hasan Al-Mahri (United Arab Emirates) Trọng tài thứ tư: Mã Ninh (Trung Quốc) Trợ lí trọng tài dự bị: Shi Xiang (China) Trợ lí trọng tài video: Abdulla Al-Marri (Qatar) Phó trợ lí trọng tài video: Muhammad Taqi (Singapore) Bruno Pires (Brasil) Tomasz Kwiatkowski (Ba Lan) Quan sát viên trợ lí trọng tài video : Taleb Al-Marri (Qatar) |

### Nhật Bản vs Costa Rica
Cả hai đội từng gặp nhau 5 lần, trận đấu gần nhất là vào năm 2018, Nhật Bản giành chiến thắng với tỷ số 3-0.

| Nhật Bản | 0–1      | Costa Rica |
| -------- | -------- | ---------- |
|          | Chi tiết | Fuller 81' |

| Nhật Bản | Costa Rica |

| GK               | 12 | Shūichi Gonda       |
| RB               | 2  | Yamane Miki 44' 62' |
| CB               | 4  | Itakura Ko 84'      |
| CB               | 22 | Maya Yoshida (c)    |
| LB               | 5  | Yuto Nagatomo 46'   |
| CM               | 6  | Wataru Endo 90+3'   |
| CM               | 13 | Hidemasa Morita     |
| RW               | 8  | Dōan Ritsu 67'      |
| AM               | 15 | Daichi Kamada       |
| LW               | 24 | Yuki Soma 82'       |
| CF               | 21 | Ueda Ayase 46'      |
| Thay người:      |    |                     |
| FW               | 18 | Asano Takuma 46'    |
| DF               | 26 | Ito Hiroki 46'      |
| MF               | 9  | Mitoma Kaoru 62'    |
| FW               | 14 | Ito Junya 67'       |
| FW               | 10 | Minamino Takumi 82' |
| Huấn luyện viên: |    |                     |
| Hajime Moriyasu  |    |                     |

| GK                   | 1  | Keylor Navas (c)          |
| RB                   | 19 | Kendall Waston            |
| CB                   | 6  | Óscar Duarte              |
| CB                   | 15 | Francisco Calvo 70'       |
| LB                   | 8  | Bryan Oviedo              |
| RM                   | 4  | Keysher Fuller            |
| CM                   | 5  | Celso Borges 61' 89'      |
| CM                   | 17 | Yeltsin Tejeda            |
| LM                   | 13 | Gerson Torres 65'         |
| CF                   | 12 | Joel Campbell 90+5'       |
| CF                   | 7  | Anthony Contreras 41' 65' |
| Thay người:          |    |                           |
| FW                   | 9  | Jewison Bennette 65'      |
| MF                   | 20 | Brandon Aguilera 65'      |
| MF                   | 14 | Youstin Salas 89'         |
| DF                   | 2  | Daniel Chacón 90+5'       |
| Huấn luyện viên:     |    |                           |
| Luis Fernando Suárez |    |                           |

| Trợ lý trọng tài: Stuart Burt (England) Simon Bennett (England) Trọng tài thứ tư: Maguette Ndiaye (Sénégal) Trợ lý trọng tài dự phòng: El Hadj Malick Samba (Sénégal) Trợ lý trọng tài video: Jérôme Brisard (Pháp) Trợ lý trọng tài video phụ: Benoît Millot (Pháp) Cyril Gringore (Pháp) Adil Zourak (Maroc) Trợ lý trọng tài video dự phòng: Nicolas Danos (Pháp) |

### Tây Ban Nha vs Đức
Cả hai đội đã gặp nhau bốn lần tại World Cup, trong chiến thắng 2 - 1 của Đức ở vòng bảng của World Cup 1966, chiến thắng 2 - 1 ở vòng bảng thứ hai của World Cup 1982, trận hòa 1 - 1 ở vòng bảng của World Cup 1994 và trận bán kết 1 - 0 trước Tây Ban Nha, giành chiến thắng ở World Cup 2010.

| Tây Ban Nha  | 1–1      | Đức            |
| ------------ | -------- | -------------- |
| - Morata 62' | Chi tiết | - Füllkrug 83' |

### Nhật Bản vs Tây Ban Nha
Hai đội từng đối đầu nhau một lần vào năm 2001 trong một trận giao hữu với chiến thắng 1–0 của Tây Ban Nha.

| Nhật Bản                | 2–1      | Tây Ban Nha  |
| ----------------------- | -------- | ------------ |
| - Dōan 48' - Tanaka 51' | Chi tiết | - Morata 11' |

### Costa Rica vs Đức
Đức chỉ có một trận đấu với Costa Rica, trận đấu mở màn cho World Cup 2006. Họ đã giàn chiến thắng trước đối thủ với tỷ số 4 - 2.

| Costa Rica                | 2–4      | Đức                                            |
| ------------------------- | -------- | ---------------------------------------------- |
| - Tejeda 58' - Vargas 70' | Chi tiết | - Gnabry 10' - Havertz 73', 85' - Füllkrug 89' |

## Kỷ luật của bảng đấu
Điểm kỷ luật sẽ được sử dụng làm điểm hòa nếu thành tích chung cuộc và thành tích đối đầu của các đội bằng nhau. Số thẻ này được tính dựa trên số thẻ vàng và thẻ đỏ nhận được trong tất cả các trận đấu vòng bảng như sau:
- thẻ vàng thứ nhất: trừ 1 điểm;
- thẻ đỏ gián tiếp (thẻ vàng thứ hai): trừ 3 điểm;
- thẻ đỏ trực tiếp: trừ 4 điểm;
- thẻ vàng và thẻ đỏ trực tiếp: trừ 5 điểm;

Chỉ một trong số các khoản khấu trừ trên có thể được áp dụng cho một người chơi trong một trận đấu duy nhất.
| Team        | Trận 1   | Trận 1                                    | Trận 1 | Trận 1            | Trận 2   | Trận 2                                    | Trận 2 | Trận 2            | Trận 3   | Trận 3                                    | Trận 3 | Trận 3            | Điểm |
| Team        | Thẻ vàng | Thẻ vàng · Thẻ vàng-đỏ (thẻ đỏ gián tiếp) | Thẻ đỏ | Thẻ vàng · Thẻ đỏ | Thẻ vàng | Thẻ vàng · Thẻ vàng-đỏ (thẻ đỏ gián tiếp) | Thẻ đỏ | Thẻ vàng · Thẻ đỏ | Thẻ vàng | Thẻ vàng · Thẻ vàng-đỏ (thẻ đỏ gián tiếp) | Thẻ đỏ | Thẻ vàng · Thẻ đỏ | Điểm |
| ----------- | -------- | ----------------------------------------- | ------ | ----------------- | -------- | ----------------------------------------- | ------ | ----------------- | -------- | ----------------------------------------- | ------ | ----------------- | ---- |
| Tây Ban Nha |          |                                           |        |                   | 1        |                                           |        |                   |          |                                           |        |                   | −1   |
| Đức         |          |                                           |        |                   | 3        |                                           |        |                   |          |                                           |        |                   | −3   |
| Costa Rica  | 2        |                                           |        |                   | 3        |                                           |        |                   | 1        |                                           |        |                   | −6   |
| Nhật Bản    |          |                                           |        |                   | 3        |                                           |        |                   | 3        |                                           |        |                   | −6   |